# Dismorphiinae
Le Dismorphiinae Schatz, 1887 sono una delle quattro sottofamiglie di Lepidotteri appartenenti alla famiglia Pieridae.

## Distribuzione e habitat
La maggior parte delle specie è diffusa nella zona neotropicale; l'unico genere presente nel paleartico è Leptidea.

## Tassonomia
Questo taxon comprende sette generi suddivisi in circa 60 specie:
- Dismorphia Hübner, 1816
- Enantia Hübner, 1819
- Leptidea Billberg, 1820
- Lieinix Gray, 1832
- Moschoneura Butler, 1870
- Patia Klots, 1933
- Pseudopieris Godman & Salvin, 1890